# 구산초등학교 (충남)
구산초등학교는 대한민국 충청남도 공주시에 있는 공립 초등학교이다.

## 학교 연혁
- 1967년 2월 3일 유구초등학교 구산분교장 개교
- 1970년 3월 1일 구산초등학교 승격
- 1970년 5월 27일 구산초등학교 개교
- 1981년 3월 10일 병설유치원 개원
- 1990년 3월 1일 연종초등학교 분교장격하 및 본교편입
- 1999년 9월 1일 연종분교장 본교에 통합
- 2001년 4월 15일 다목적교실·유치원교실 준공
- 2006년 11월 23일 공동교육과정운영 시지정 연구학교 운영 보고회
- 2007년 11월 6일 학력신장 시지정 연구학교 운영 보고회
- 2008년 3월 1일 교원능력개발평가 도지정 시범학교 지정
- 2014년 9월 1일 제15대 상희구 교장선생님 취임
- 2015년 2월 17일 제45회 졸업식(총 2584명)

## 참고 자료
- 구산초등학교 - 한국교육학술정보원 학교알리미